# Бриттон, Кэмерон
Кэ́мерон Бри́ттон (англ. Cameron Britton) — американский актёр, наиболее известный по роли Эда Кемпера в сериале «Охотник за разумом», принёсшей ему номинацию на премию «Эмми» в категории «Лучший приглашённый актёр в драматическом телесериале».

## Карьера
Бриттон совершил свой прорыв с ролью Эда Кемпера в сериале Netflix «Охотник за разумом». В ноябре 2017 года он присоединился к актёрскому составу фильма «Девушка, которая застряла в паутине».

## Фильмография

### Кино
| Год  | Название на русском                 | Оригинальное название       | Роль    | Примечания             |
| ---- | ----------------------------------- | --------------------------- | ------- | ---------------------- |
| 2014 | Лагерь Такота                       | Camp Takota                 | Чет     |                        |
| 2014 | Искупление                          | Redeemed                    | Алекс   |                        |
| 2014 | Наоборот                            | Vice Versa                  | Тони    | Короткометражный фильм |
| 2015 |                                     | Day Out Of Days             | Мик     |                        |
| 2018 | Девушка, которая застряла в паутине | The Girl in the Spiders Web | Плейг   |                        |
| 2022 | Мой ужасный сосед                   | A Man Called Otto           | Джимми  |                        |
| 2025 | Микки 17                            | Mickey 17                   | Аркадий |                        |
| 2026 | Надежда                             | 호프                        |         |                        |

### Телевидение
| Год       | Название на русском                    | Оригинальное название                                                | Роль                  | Примечания                       |
| --------- | -------------------------------------- | -------------------------------------------------------------------- | --------------------- | -------------------------------- |
| 2014      | Необычные подозреваемые                | Unusual Suspects                                                     | Джеффри Бойд          | Эпизод: «Brute Force»            |
| 2014      | Подопытные                             | Lab Rats                                                             | охранник              | Эпизод: «Alien Gladiators»       |
| 2014      |                                        | Vox Influx                                                           | Каспер Симмонс        | Эпизод: «Vox»                    |
| 2015      | Батл Крик                              | Battle Creek                                                         | Оливер Нейтан         | Эпизод: «Sympathy for the Devil» |
| 2015—2017 | Сшиватели                              | Stitchers                                                            | Тим                   | Регулярная роль, 2 эпизода       |
| 2017      | Охотник за разумом                     | Mindhunter                                                           | Эд Кемпер             | Повторяющаяся роль, 3 эпизода    |
| 2017      | Спецназ города ангелов                 | S.W.A.T                                                              | Патрик                | Эпизод: «Imposters»              |
| 2018      | Барри                                  | Barry                                                                | детектив Чарли Симмер | Повторяющаяся роль, 2 эпизода    |
| 2019      | Академия Амбрелла                      | The Umbrella Academy                                                 | Хэйзел                | Регулярная роль                  |
| 2020      | Охота                                  | Manhunt: Deadly Games                                                | Ричард Джуэлл         | Регулярная роль                  |
| 2022      | Женщина в доме напротив девушки в окне | The Woman in the House Across the Street from the Girl in the Window | Бьюэлл                | Регулярная роль                  |
| 2025      | Паук-Нуар                              | Spider-Noir                                                          |                       |                                  |

## Награды и номинации
| Год  | Ассоциация               | Категория                                             | Работа             | Результат |
| ---- | ------------------------ | ----------------------------------------------------- | ------------------ | --------- |
| 2018 | Прайм-тайм премия «Эмми» | Лучший приглашённый актёр в драматическом телесериале | Охотник за разумом | Номинация |